# 索斯特河
53°10′33″N 7°43′37″E / 53.17579430°N 7.726821890°E

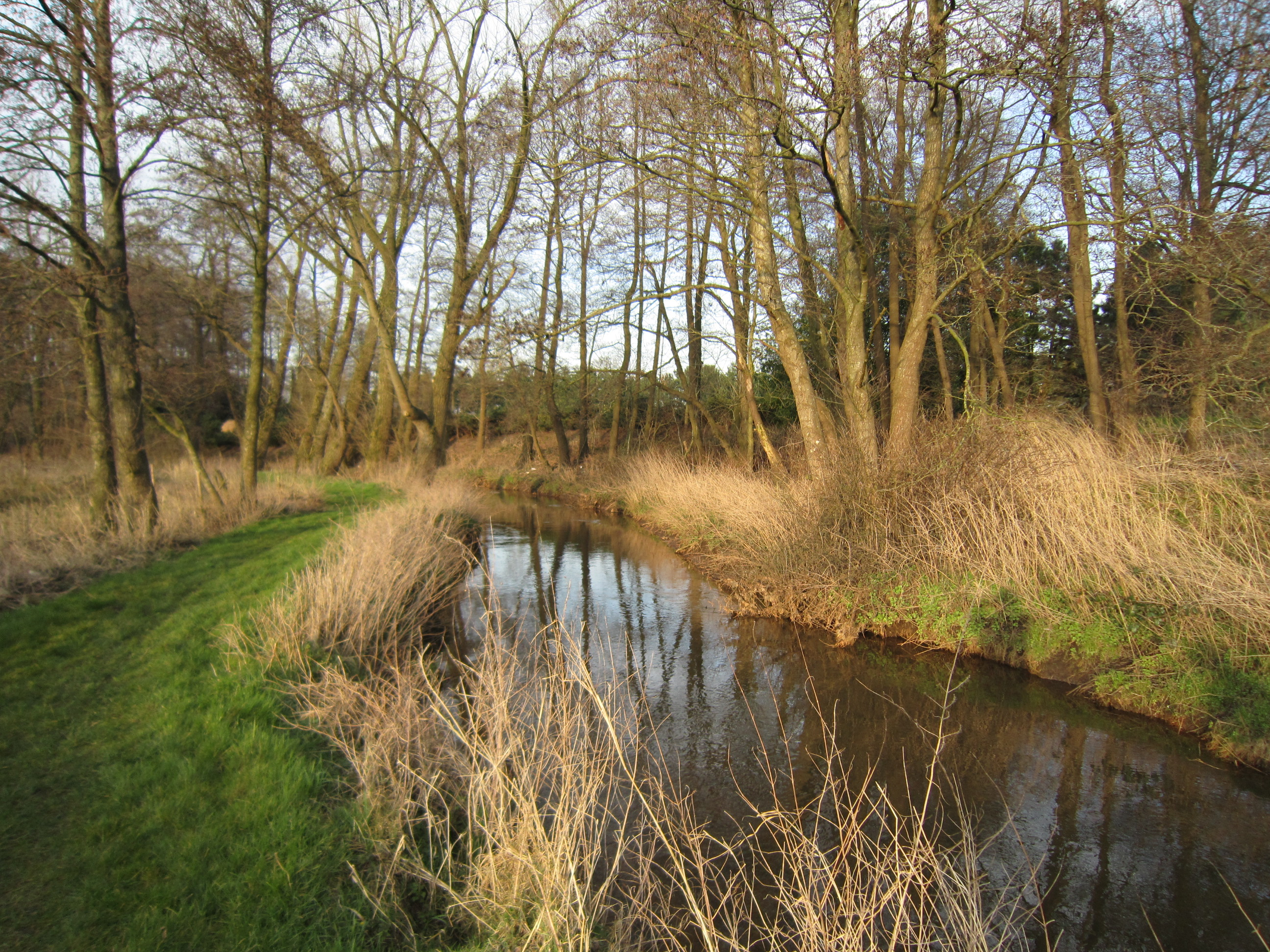

索斯特河（德語：Soeste），是德國的河流，位於該國西北部，由下薩克森州負責管轄，屬於埃姆斯河的左支流，河道全長72公里，流域面積457平方公里，發源自埃姆施泰克。